# Titsona tida
Titsona tida är en mångfotingart som beskrevs av Chamberlin 1962. Titsona tida ingår i släktet Titsona och familjen Cambalidae. Inga underarter finns listade i Catalogue of Life.